# 嚇人箱

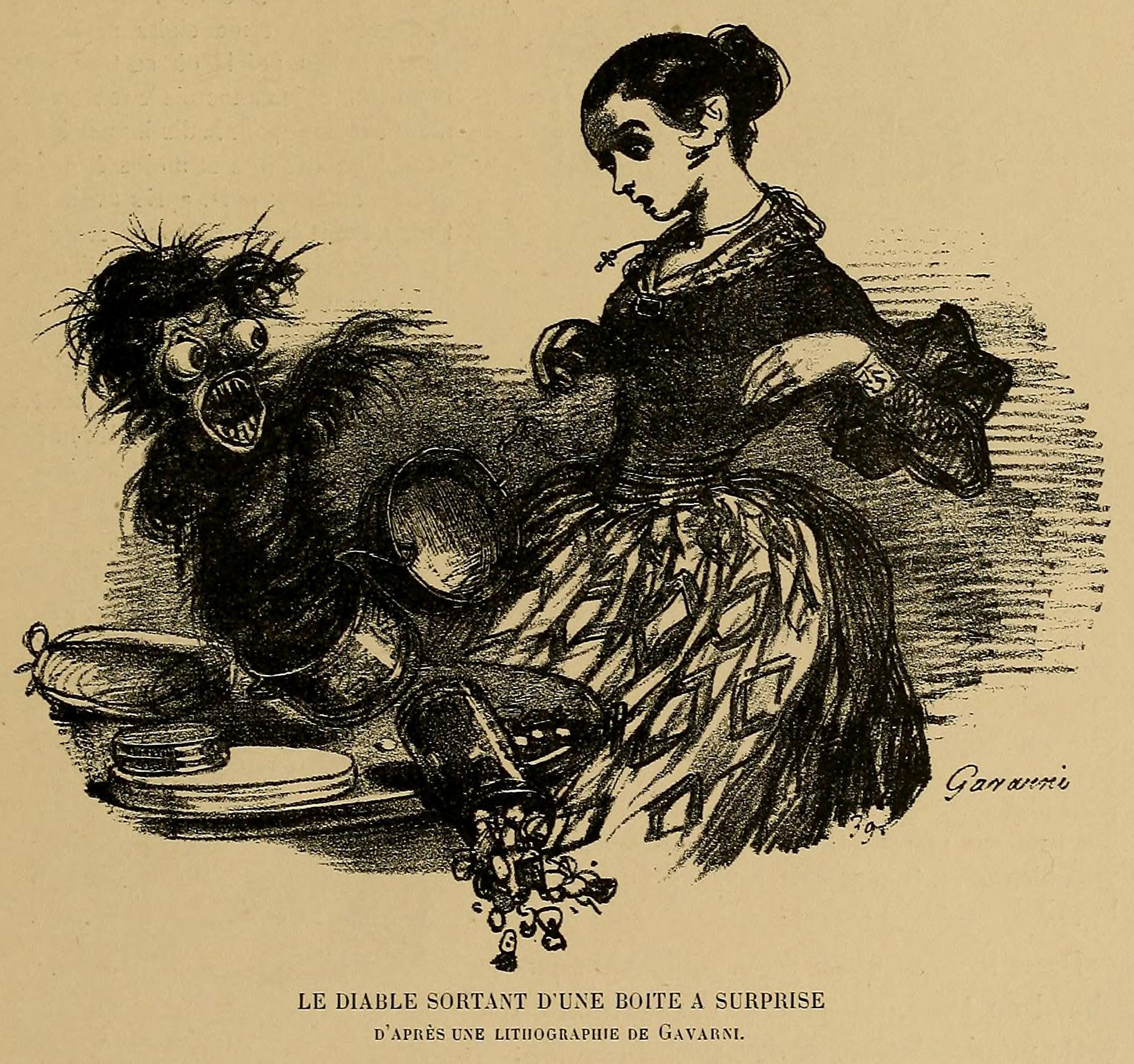
保羅·加瓦尼（Paul Gavarni）的嚇人箱插畫

嚇人箱（jack-in-the-box）又稱嚇人小丑盒、驚喜箱、盒子裡的傑克，是一種外觀上由一個帶曲柄的盒子组成的兒童玩具。 當曲柄轉動時，玩具中的八音盒機構會播放旋律。在曲柄轉動達一定次數後（例如在旋律結束時），蓋子會突然打開彈出一個人物，通常是小丑或弄臣。有些嚇人箱會在曲柄還在轉動時隨機打開，所帶來的驚跳反應的效果更好。許多嚇人箱會使用「砰去追黃鼠狼」這首音樂，當旋律演奏到「pop」這個詞的時候打開。2005年，嚇人箱被正式選入美國國家玩具名人堂，並展出了該玩具的所有版本。

## 起源
有個理論認為嚇人箱起源自14世紀的英国教長約翰·肖恩爵士 ，他經常被描繪成拿著一隻裝有魔鬼的長筒靴。根據民間傳說，他曾為了保衛白金漢郡的北馬斯頓村，将魔鬼扔進一隻長筒靴。嚇人箱在法语中被称为「 diable en boîte」（字面意思是「盒子里的魔鬼」）。約翰·佛克塞在其1563年初版的著作《殉教者之書》中，首次在文獻中使用了「jack-in-the-box」一詞。他在這本書中用這個詞來侮辱一名江湖騙子，這名騙子會欺騙零售商販，將空盒子賣給他們，而不是賣給他們實際購買的東西。 

## 歷史
第一個嚇人箱是在16世紀早期由一名叫克勞斯的德國鐘匠製造的。克勞斯製作了一個帶有金屬邊緣和一個手柄的木箱，搖動手柄後會彈出一隻生氣勃勃的魔鬼或「傑克」，這是製作給當地一位王子的五歲生日禮物。其他貴族看到這個玩具後，也紛紛要求為他們的小孩製作嚇人箱。
在18世紀早期，玩具機械裝置得到改進，使得嚇人箱更普及於所有兒童，而不僅僅限於王室成員。

## 原型
嚇人箱最初以木材製作，隨著新技術的發展，也可以用印刷厚紙板來製作。嚇人箱在1930年代左右，變成了一種錫製的發條玩具。此外，錫盒上開始印有兒歌中的意象，並會演奏相應的曲調。 經長年累月的演變，嚇人箱內已有小丑以外的角色，如小熊維尼、帽子裡的貓、三隻小豬、小貓、狗、好奇猴喬治、聖誕老人、長頸鹿等等。 

## 經銷商
第一家負責嚇人箱銷售的公司名為Joy Toy，是一家非常小的公司，自1935年起經銷，持續了20年，該公司位於義大利和荷蘭。自此以後，費雪牌、Chad Valley、美泰兒和多美都在嚇人箱分銷上扮演了重要角色  

## 在流行文化中
數個世紀以來，漫畫家一直使用嚇人箱作為描述和取笑政客的一種方式。美國速食公司盒子裡的傑克在1950年代初期開始將這個玩具和這句慣用語當作他們的吉祥物。
一部1945年的迪士尼動畫片《看鐘人》播出唐老鴨在玩一個嚇人箱。他試圖將它關上，卻一直失敗，還使唐老鴨沿著桌子滑出，又讓他的頭撞上正要吃的肉餡餅。最後，他用木槌敲打釘住嚇人箱，卻只見傑克衝破了地板，唐老鴨奮力把其拉出來，最後卻被困進箱子內。唐老鴨與傑克在箱內搏鬥直到逃出來，卻與玩具互換了服裝，襯衫和帽子被偷走，而唐老鴨卻戴著傑克的帽子和手風琴小丑的戲服。
由庫爾特·布西克原作，亞歷克斯·羅斯作畫的系列漫畫天星之城（Astro City），作品內有名叫「Jack-In-The-Box」的風趣治安維持者，他依仗著玩具主題的小工具，也使用典型的小丑圖案。

## 外部連結
维基共享资源上的相關多媒體資源：嚇人箱